# 左遞歸
在電腦科學裡面，左遞歸是一種遞歸的特殊狀況。
在上下文無關文法內裡的說法，若一個非终结符號（non-terminal）r有任何直接的文法規則或者透過多個文法規則，推導出的句型（sentential form）其中最左邊的符號 又會出現r，則我們說這個非终结符號r是左遞歸的。
使用類似的方式我們可以定義出某文法本身是左遞歸的。

## 定義
"一個文法是左遞歸的，若我們可以找出其中存在某非终结符號A，最終會推導出來的句型(sentential form)裡面包含以自己為最左符號(left-symbol)的句型"

### 直接左遞歸
直接左遞歸（Immediate left recursion）以下面的句型規則出現：
{\displaystyle A\to A\alpha \mid \beta }
這裡{\displaystyle \alpha }跟{\displaystyle \beta }代表不同的非终结符號跟终结符號組成的序列，並且{\displaystyle \beta }不一定要包含{\displaystyle A}。舉例來說，以下規則
{\displaystyle {\mathit {Expr}}\to {\mathit {Expr}}+{\mathit {Term}}}
就是一個直接左遞歸的例子。 這規則的遞歸下降分析器(recursive descent parser)可能會像這樣：
```
function Expr()
{  
    Expr();  match('+');  Term();
}

```

然後這個遞歸下降分析器在嘗試去解析包含此規則的文法時，會陷入一個無窮的遞歸。

### 間接左遞歸
間接左遞歸(indirect left recursion)最簡單的形式如下：
{\displaystyle A\to B\alpha \mid C}
{\displaystyle B\to A\beta \mid D,}
這規則可能產生 {\displaystyle A\Rightarrow B\alpha \Rightarrow A\beta \alpha \Rightarrow \ldots } 這種生成。
簡單的說，間接左遞歸就是，並非在一條規則內完成左遞歸，而是在許多條規則之後，於產生的句子最左邊出現了一開始的非终结符號。
更一般化的說法，對非终结符號{\displaystyle A_{0},A_{1},\ldots ,A_{n}}，間接左遞歸被定義為以下的型態：
{\displaystyle A_{0}\to A_{1}\alpha _{1}\mid \ldots }
{\displaystyle A_{1}\to A_{2}\alpha _{2}\mid \ldots }
{\displaystyle \cdots }
{\displaystyle A_{n}\to A_{0}\alpha _{n+1}\mid \ldots }
這裡的{\displaystyle \alpha _{1},\alpha _{2},\ldots ,\alpha _{n}}都是一堆終端與非终结符號的序列。

## 在由上而下語法分析(top-down parsing)裡容納左遞歸
一個包含左遞歸的形式文法不能以簡易的 遞歸下降分析器進行語法分析，除非將文法轉變為weakly equivalent 的右遞歸形式 (相對的，在LALR分析器裡面則比較偏好左遞歸，因為比起右遞歸來說會使用比較少的堆疊)；然而，比較複雜的由上而下(top-down)語法分析器裡面可以藉由使用縮減(by use of curtailment)來實做一般的上下文無關文法。 在2006年, Frost 和 Hafiz 提出一個演算法，可以容納包含直接左遞歸生成規則的 模糊文法(ambiguous grammers)。 在2007年，Frost，Hafiz和Callaghan 將此演算法延伸為一個完整的，可以適用並在多項式時間內處理直接或間接左遞歸，而且可以為高度模糊文法接近指數數目的分析樹，產生小一些多項式空間的表示法。這些人後來在Haskell程式語言裡面以這個演算法實做了一個的分析器組合(parser combinator)的集合。

## 移除左遞歸

### 移除直接左遞歸
一個一般化後移除直接左遞歸的演算法如下所述。 這個方法已經有過許多的改進，包括Robert C. Moore所撰寫，名為"Removing Left Recursion from Context-Free Grammars"的改進。
對於每個規則如下
{\displaystyle A\rightarrow A\alpha _{1}\,|\,\ldots \,|\,A\alpha _{n}\,|\,\beta _{1}\,|\,\ldots \,|\,\beta _{m}}
(注意這裡：
- A 是一個有左遞歸的非終端符號
- {\displaystyle \alpha } 是一個終端與非終端符號的序列，而且不為空字串 ({\displaystyle \alpha \neq \epsilon })
- {\displaystyle \beta } 是一個不以A開頭的，以終端與非終端符號組成的序列)

將A的規則改成以下規則：
{\displaystyle A\rightarrow \beta _{1}A^{\prime }\,|\,\ldots \,|\,\beta _{m}A^{\prime }}
然後對新創造出來非終端符號的規則
{\displaystyle A^{\prime }\rightarrow \epsilon \,|\,\alpha _{1}A^{\prime }\,|\,\ldots \,|\,\alpha _{n}A^{\prime }}
這個新創造出來的符號常被稱為"尾巴"(tail)，或者"rest"(剩餘)
舉例，考慮以下規則
{\displaystyle Expr\rightarrow Expr\,+\,Expr\,|\,Int\,|\,String}
我們可以改寫為
{\displaystyle Expr\rightarrow Int\,ExprRest\,|\,String\,ExprRest}
{\displaystyle ExprRest\rightarrow \epsilon \,|\,+\,Expr\,ExprRest}
然後最後一個規則可以縮短改寫為
{\displaystyle ExprRest\rightarrow \epsilon \,|\,+\,Expr}
來避免掉左遞歸的出現

### 移除間接左遞歸
如果文法內不存在 {\displaystyle \epsilon }(代表空字串)的生成 (不存在{\displaystyle A\rightarrow \ldots |\epsilon |\ldots }這樣的規則)，而且不是循環(cyclic)的文法(對所有非終端符號A，不存在像是{\displaystyle A\Rightarrow \ldots \Rightarrow A}這種形式的規則)，以下這個一般化的演算法可以用來去除文法的間接左遞歸：
將所有非終端符號以某個固定的順序{\displaystyle A_{1},\ldots A_{n}}排列
從 i = 1 到 n {
從 j = 1 到 i – 1 {
- 設{\displaystyle A_{j}}的生成規則為

{\displaystyle A_{j}\rightarrow \delta _{1}|\ldots |\delta _{k}}
- 將所有規則 {\displaystyle A_{i}\rightarrow A_{j}\gamma }換成

{\displaystyle A_{i}\rightarrow \delta _{1}\gamma |\ldots |\delta _{k}\gamma }
- 移除{\displaystyle A_{i}}規則中的直接左遞歸

}
}

## 陷阱
上面的轉換使用右遞歸的文法來避免掉左遞歸的出現；但是這樣會改變規則的結合律。左遞歸會創造出向左的結合律；但是右遞歸則會創造出向右的結合律。
範例 :
一開始我們拿到以下文法：
{\displaystyle Expr\rightarrow Expr\,+\,Term\,|\,Term}
{\displaystyle Term\rightarrow Term\,*\,Factor\,|\,Factor}
{\displaystyle Factor\rightarrow (Expr)\,|\,Int}
在我們使用上面的轉換方式來移除掉左遞歸之後，我們取得了以下文法：
{\displaystyle Expr\rightarrow Term\ Expr'}
{\displaystyle Expr'\rightarrow {}+Term\ Expr'\,|\,\epsilon }
{\displaystyle Term\rightarrow Factor\ Term'}
{\displaystyle Term'\rightarrow {}*Factor\ Term'\,|\,\epsilon }
{\displaystyle Factor\rightarrow (Expr)\,|\,Int}
我們將字串 'a + a + a'用一個LALR分析器(這種分析器可以處理左遞歸的文法)使用原先的文法來分析，會得到下面的分析樹(parse tree)：
```
                            Expr
                         /   |   \
                       Expr   +   Term
                     /  |  \        \
                   Expr  + Term      Factor
                    |      |       |
                   Term    Factor    Int
                    |      |
                  Factor    Int
                    |
                   Int  
```

整個分析樹是往左邊長，代表在這裡的規則，'+'這個符號是左結合(left associative)的，或者說這規則代表(a + a) + a。 
但是我們改變了文法之後，那這個分析樹會變成：
```
                            Expr ---
                           /        \
                         Term      Expr' --
                          |       /  |     \ 
                        Factor   +  Term   Expr' ------
                          |          |      |  \       \
                         Int       Factor   +  Term   Expr'
                                     |           |      |
                                    Int        Factor   

  

    

      

        
ϵ

      

    

    
{\displaystyle \epsilon }

  

                                                 |
                                                Int
```

我們可以看出這棵樹現在是往右邊成長，意思上代表了a + ( a + a)。我們將'+'的結合律改變了, 變成是右結合的規則。 在處理加法的文法時這不是甚麼問題，但是如果我們現在處理的是減法，這就會變成是很嚴重的問題。
問題的關鍵在於有很多常用的算術規則要求左結合的規則。我們有幾種解決辦法： (a) 將規則重新改為左遞歸，(b) 使用更多的非終端符號來改寫規則，以強迫文法合乎正確的結合(c) 如果使用YACC 或者Bison，他們有所謂算符宣告(operator declarations)， %left, %right and %nonassoc，這一些算符可以告訴語法分析器產生程式(parser generator)應該遵從哪一種結合。

## 外部連結
- CMU lecture on left-recursion （页面存档备份，存于）
- Practical Considerations for LALR(1) Grammars （页面存档备份，存于）
- X-SAIGA （页面存档备份，存于） - eXecutable SpecificAtIons of GrAmmars